# Souleymane Diallo
Pour les articles homonymes, voir Diallo.
Souleymane Diallo, né en 1945, est le fondateur d'un des plus grands groupes de presse en Guinée, Le Lynx/La Lance.

## Biographie et formation
Souleymane Diallo est marié à Hadja Fatoumata Bah, avec qui il a plusieurs enfants.
Journaliste, il fuit le régime autocratique de Sékou Touré pour la Côte d’Ivoire, où il travaille pour le quotidien d’État Fraternité Matin jusqu'en 1990 où il revient en Guinée.
En 1992, il lance Le lynx, un hebdomadaire satirique sur le modèle du Canard enchainé.
En 1995, il est emprisonné à cause d’un article sur Miss Guinée CEDEAO ; en 1996, il est à nouveau jeté au cachot à cause d'un article sur l’augmentation des soldes des militaires liés à la mutinerie des 2 et 3 février.
En 1996, il lance un hebdomadaire d’information générale, La Lance.
En 2012, il lance une radio, Le lynx FM, qui trouve son public.
Pendant toutes ces années, il travaille beaucoup avec les associations de presse, l'AGEPI (Association guinéenne des éditeurs de la presse indépendante), Reporters sans frontières, le Forum de la presse africaine…
En 2022, Souleymane Diallo est élevé au rang de grand officier de l’Ordre national du kolatier. Une journée d'hommages “anthumes” est organisée le 29 octobre 2022.

## Le Lynx
En 1990, Souleymane Diallo avait cherché à créer un journal d'information générale qui se serait appelé La Boule de cristal, ou Le Cristal. Après une rencontre avec Mamadou Bâ, futur chef du parti Union pour la nouvelle république, il avait décidé de lancer La Nouvelle République. Quand son associé était entré en politique, Souleymane Diallo a repris sa liberté et créé un "hebdomadaire satirique indépendant" qui aurait dû porter le nom d'Œil de lynx et qui devient Le Lynx, ainsi qu'une maison d'édition dédiée, la Guicomed. De 1992 à 1998, le journal est écrit à Conakry, imprimé à Abidjan, renvoyé et diffusé à Conakry. En 1998, la société éditrice se lance elle-même dans l'impression du journal. 

## Le prix Souleymane-Diallo
Dans le cadre des « Médias Awards de Guinée », un prix Souleymane-Diallo est créé en 2021. Il récompense la défense de la liberté d'expression. 